# Luzzasco Luzzaschi

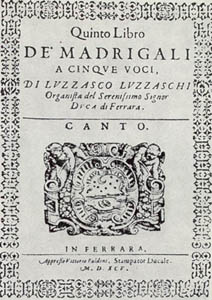
Portada del «Quinto Libro de' Madrigali» de Luzzaschi.

Luzzasco Luzzaschi (Ferrara, 1545 — Ferrara, 1607) fue un organista y compositor italiano, director del célebre Concerto delle donne.

## Biografía
Alumno de Cipriano de Rore en Ferrara, donde sirvió en la capilla de la corte allí desde 1567, llegando a ser organista en 1576 y también a trabajar en la Accademia della Morte y (posiblemente) de la catedral.
Fue profesor de Frescobaldi, y ha publicado ocho libros de madrigales, y un libro de motetes. Incluso en los madrigales muy pronto él mismo se expresa en un lenguaje individual, siendo la cromática precursora a las obras de Gesualdo.
Sus obras más importantes fueron los Madrigali per cantare et sonare de 1601, brillantemente escrita para tres voces y (escrito de espera) y el acompañamiento del teclado - el ejemplo más antiguo de esta textura en los madrigales aunque firmemente en la tradición de la música virtuosa corte profesional.